# 圣塞西尔迪凯鲁
圣塞西尔迪凯鲁（法語：Sainte-Cécile-du-Cayrou，法語發音：[sɛ̃t sesil dy kɛʁu]）是法国奧克西塔尼大區塔恩省的一个市镇，属于阿尔比区。

## 地理
圣塞西尔迪凯鲁（44°0'14"N, 1°48'36"E）面积7.95 平方千米，位于法国奧克西塔尼大區塔恩省，该省份为法国南部内陆省份，北起顺时针与阿韦龙省、埃罗省、奥德省、上加龙省和塔恩-加龙省接壤。
与圣塞西尔迪凯鲁接壤的市镇（或旧市镇、城区）包括：卡斯泰尔诺-德蒙米拉勒、圣博济勒、勒韦尔迪耶。
圣塞西尔迪凯鲁的时区为UTC+01:00、UTC+02:00（夏令时）。

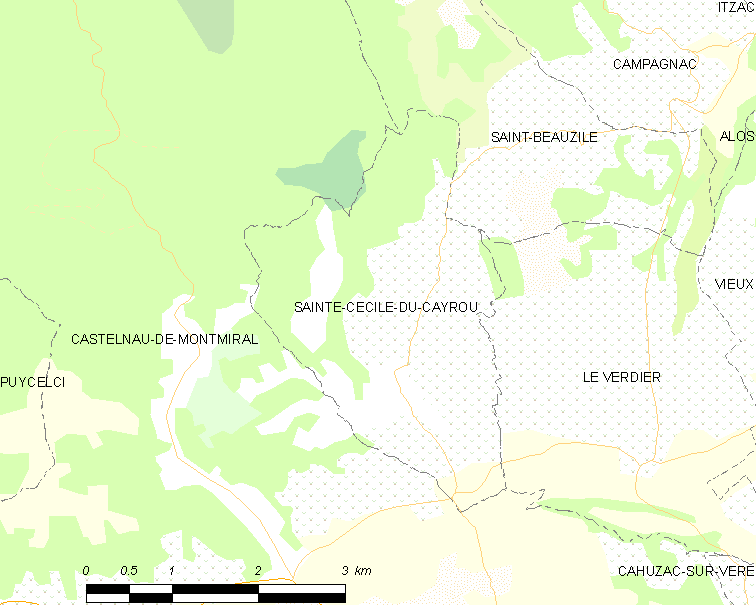
圣塞西尔迪凯鲁的OSM定位图

## 行政
圣塞西尔迪凯鲁的邮政编码为81140，INSEE市镇编码为81246。

## 政治
圣塞西尔迪凯鲁所属的省级选区为葡萄园与城堡庄园县。

## 人口

1962-2008年间圣塞西尔迪凯鲁人口变化图示

圣塞西尔迪凯鲁于2022年1月1日时的人口数量为120人。